# Paul Mairat
Adrien Paul Mairat, né le 13 juin 1865 à Benest dans le département de la Charente et mort le 22 avril 1924 à Angoulême, est un homme politique et patron de presse français. Il est l'un des principaux artisans du développement du Chemins de fer économiques des Charentes.

## Jeunes années
Il est le fils de Paul Luc Mairat et  Suzanne Tribot. Paul Mairat passe sa jeunesse à Paris. 

## Carrière
Maire d'Alloue en mai 1892, puis conseiller général de Champagne-Mouton à partir de 1894, il abandonne son fauteuil de maire en 1900 pour se consacrer à son journal La petite Charente. Il est élu député en 1906 sous l'étiquette radicale, et épouse la même année Marie Madeleine Sarah Moreau. Il est réélu à la députation en 1910 puis 1919.

## Œuvre de Paul Mairat
Il fut l'un des artisans des Chemins de fer économiques des Charentes. Au sein du conseil général, il défend le projet de train à voie étroite à la commission des travaux publics, face aux partisans d'une desserte économique des cantons. En 1907, un réseau à écartement d'un mètre comprenant les trajets suivants est déclaré d'utilité publique :
- Angoulême à Barbezieux ;
- Barbezieux à Chalais ;
- Angoulême à Confolens ;
- Barbezieux à Cognac ;
- Blanzac à Villebois-Lavalette ;
- Saint-Angeau à Segonzac.

Le 1er juillet 1913, la liaison Champagne-Mouton - Confolens est le point final du maillage départemental assuré par le train à voie étroite qui sera appelé le petit Mairat.

## Sources
- « Paul Mairat », dans le Dictionnaire des parlementaires français (1889-1940), sous la direction de Jean Jolly, PUF, 1960 [détail de l’édition]